# Ковалёвская улица (Санкт-Петербург)
Ковалёвская улица — улица в Красногвардейском районе Санкт-Петербурга. Проходит от Зарубинской до Всеволожской улицы; на участке от Рябовского шоссе до Камышинской улицы разветвляется надвое.

## Описание
Ковалёвская улица расположена в муниципальном округе Ржевка Красногвардейского района. Она начинается от Горелого ручья на пересечении с Зарубинской улицей, пересекает Рябовское шоссе и Камышинскую улицу, продолжаясь до Всеволожской улицы.

## История
Улица появилась в начале XX века. Название Ковалёвская улица возникло в начале 1910-х годов. Оно дано в честь члена Государственного совета М. Е. Ковалевского в ряду улиц Ржевки, наименованных в честь директоров и попечителей находившейся поблизости (Поселковая улица, 22) Земледельческой колонии для малолетних преступников. Принятая форма написания через букву Ё возникла под влиянием названия имения Ковалевских в селе Ковалёво (ныне посёлок во Всеволожском районе), в направлении которого вела улица.
На рубеже XIX—XX веков на улице был построен комплекс Главного артиллерийского и Морского полигонов, до настоящего времени сохранились здания № 14, 16, 19, 20, 21 и 31.
Первоначально улица проходила от Рябовского шоссе до реки Луппы, протяжённость её при этом была совсем небольшой. 14 августа 1958 года (по другим данным — в 1951 году) продлена до Всеволожской улицы, вновь построенный проезд был включён в её состав. В 1958 году также было изменено на противоположное направление улицы, что было обусловлено перенумерацией находившегося к востоку от Рябовского шоссе 2-го Рабочего посёлка.

## Транспорт
Ближайшая к Ковалёвской улице станция метро — «Ладожская».

## Пересечения
- Зарубинская улица
- Рябовское шоссе
- Камышинская улица
- Всеволожская улица